# (34443) 2000 ST70
2000 ST70 (asteroide 34443) é um asteroide da cintura principal. Possui uma excentricidade de 0.06200640 e uma inclinação de 3.11366º.
Este asteroide foi descoberto no dia 24 de setembro de 2000 por LINEAR em Socorro.